# 291

## Nașteri
- dată necunoscută: Ilarion cel Mare  (d. 372)